# Nicolae Bria
Nicolae Bria (n. 12 septembrie 1927, Colibași, raionul Cahul, Moldova – d. 17 octombrie 2017, București, România) a fost un specialist român al mecanizării agriculturii, în domeniul culturii cartofului și a plantelor tehnice (sfeclă de zahăr, cânepă, in).

## Biografie
Nicolae Bria s-a născut pe malul stâng al Prutului la data de 12 septembrie 1927 în comuna Colibași, județul Cahul. În satul natal a absolvit 7 clase primare, apoi s-a înscris la liceul "Ion Vodă cel Cumplit" din Cahul, absolvind 3 clase, apoi fiind evacuat din Basarabia și fiind copil de trupă și-a continuat studiile la liceul "Radu Greceanu" din Slatina, iar ultimii ani și bacalaureatul le-a absolvit în anul 1949 la liceul "Alexandru Lahovary" din Râmnicu-Vâlcea. Prin concurs s-a înscris la Facultatea de Mecanizarea Agriculturii din cadrul Institutului Agronomic din Craiova, pe care a absolvit-o și a susținut examenul de diplomă în anul 1953, fiind declarat inginer agricol. După terminarea facultății a lucrat 6 luni ca inginer mecanic de secție la S.M.T. Segarcea, jud. Dolj și în același timp ca asistent stagiar zonal în cadrul Institutului de Cercetări pentru Mecanizarea și Electrificarea Agriculturii I.C.M.E.A., aflată, în organizare în acea perioadă, după, care a fost încadrat definitiv ca cercetător științific.
În cadrul Comisiei C.A.E.R. (Consiliul de Ajutor Economic Reciproc) din anul 1965 se ia hotărârea de a construi în colaborare sistema de mașini pentru agricultură. Din delegația română face parte și Nicolae Bria, alături de viitorii academicieni Grigore Obrejanu și Alexandru Priadcencu, ambii născuți în Basarabia.
A făcut studii la Universitatea de Sociologie București pe care a absolvit-o în anul 1972. S-a înscris și a absolvit cursurile de pregătire pentru doctorat la Facultatea de Mecanică Agricolă din cadrul Institutului Politehnic din Timișoara. În anul 1978 a susținut teza intitulată: "Contribuții teoretice și experimentale privind perfecționarea procesului de lucru a combinelor de recoltat cartof", obținând titlul științific de doctor în agronomie, specialitatea mașini agricole.
Între anii 1976 - 1977 a făcut studii de specializare în domeniul mecanizării lucrărilor din culturile de sfeclă de zahăr și cartof ca bursier F.A.O. la Universitatea din Bonn, Germania.
În 1998 a obținut titlul de profesor universitar onorific al Universității Transilvania din Brașov și este menționat în "Dicționarul specialiștilor", un Who's Who în știința și tehnica românească.
În anul 2002 ca urmare a contribuției științifice aduse în domeniul său de activitate, a fost ales membru titular al Academiei de Științe Agricole și Silvice "Gheorghe Ionescu-Șișești" și membru în cadrul Biroului Secției de Mecanizare.
Întreaga activitate profesională a desfășurat-o în cercetarea științifică, în domeniul mecanizării agriculturii, fiind specializat în tehnologii de mecanizare și echipamente tehnice destinate culturilor de cartof, sfeclă de zahăr, in și cânepă. Împreună cu colective de specialiști din țară, a elaborat sistemele de mașini pentru aceste culturi, a coordonat și elaborat rapoarte de sinteză pentru toate cercetările efectuate în domeniu.
A propus și a participat la realizarea și introducerea în fabricație (140 exemplare) la Uzina Semănătoarea București, a primei combine românești pentru recoltarea cartofului pe două rânduri, destinată a lucra în condiții de soluri ușoare și mijlocii ușor separabile. A efectuat cercetări și asupra cauzelor care conduc la formarea bulgărilor de pământ în solurile argiloase și a elaborat tehnologii pentru reducerea acestora. Împreună cu prof. onor. dr. Mircea Boboșilă a realizat și au fost brevetate sisteme tehnice pentru sfărâmarea și separarea bulgărilor de pământ în procesul de recoltare a tuberculilor de cartof, care au constituit baza realizării, omologării și introducerii în fabricație a combinei pentru recoltat cartof pe două rânduri, cultivat în soluri grele de tipul CCG-3 (brevetată). De asemenea a coordonat introducerea în fabricație a instalației stabile pentru sortarea și calibrarea tuberculilor de cartof, a combinei de recoltat sfeclă de zahăr pe două rânduri, a setului de mașini pentru recoltarea divizată pe trei rânduri a sfeclei de zahăr, a combinatorului pentru pregătirea patului germinativ la înființarea culturii de cartof și de sfeclă de zahăr, a stabilit tipul corespunzător de mașini pentru plantat tuberculi de cartof pe patru sau șase rânduri, a mașinii de recoltat in și cea de recoltat cânepă etc.
A participat în colectivele de elaborare a strategiei direcțiilor de cercetare în domeniul mecanizării agriculturii și industriei alimentare, precum și la elaborarea studiilor privind structura necesarului de tractoare și mașini pentru agricultura României în condițiile noii proprietăți a pământului, oferta industriei românești și caracterizarea calității acesteia față de nivelul mondial. A realizat în calitate de responsabil sau colaborator 80 lucrări de cercetare științifică, care s-au materializat în dezvoltarea cercetării in domeniul tehnologiilor de mecanizare, a realizării de echipamente tehnice pentru agricultură, a elaborării metodologiilor de testare a echipamentelor tehnice și a elaborării de sinteze privind mecanizarea lucrărilor din agricultură. A fost membru în comisia de omologare a echipamentelor tehnice agricole și a participat la omologarea peste 180 de echipamente.
Timp de 54 de ani, de la absolvirea facultății și până în 2012, lucrează la I.N.M.A. București unde de-a lungul anilor a avut o serie de activități profesionale, dintre care: 
- secretar științific și membru în conducerea Institutului (1955 - 1962),
- șef de laborator (1952 - 1970),
- cercetător științific principal (1970 - 1991),
- membru în consiliul științific al Institutului (1955 - 1991),
- membru în consiliul tehnico-științific din Ministerul Agriculturii (1955 - 1962),
- membru al colectivului din Ministerul Agriculturii pentru elaborarea prognozelor privind mecanizarea în agricultură (1970 - 1985),
- cadru didactic asociat la Institutul Politehnic București (1970 - 1989),
- membru al consiliului profesoral al Facultății de Mecanică Agricolă București (1984 - 1988),
- membru în colegiul de redacție și consilier la revista Mecanizarea Agriculturii (din 1972),
- membru fondator și în consiliul director al Societății Inginerilor Mecanici Agricoli din România (S.I.M.A.R., din 1990),
- membru corespondent al Academiei de Științe Agricole și Silvice "Gheorghe Ionescu-Șișești (1994 - 2002),
- membru titular al Academiei de Științe Agricole și Silvice "Gheorghe Ionescu-Șișești (din 2002),
- membru în comisia de avizare a rezultatelor cercetărilor științifice privind culturile de sfeclă de zahăr și cartof (din 1994),
- referent de specialitate în comisiile de analiză și susținere de teze de doctorat, precum și în comisii de examinare a doctoranzilor (din 1994),
- membru în comitetul tehnic de standardizare CT-77 "Tractoare și mașini agricole" (din 1996),
- membru în consiliul director al organismului de certificare a conformității performanțelor tehnico-funcționale și al securității muncii a echipamentelor tehnice destinate agriculturii și industriei alimentare (I.N.M.A. — C.E.R.T., din 1995), calitate în care a participat la certificarea a peste 350 de echipamente tehnice pentru agricultură și industria alimentară.

La 21 noiembrie 2013, Nicolae Bria este declarat "Cetățean de onoare al comunei Colibași", titlu cu care se mândrește în mod deosebit.
A fost un bun organizator și adeptul concepției că orice cunoștință, trebuie imediat difuzată celor ce au nevoie de ea și a antrenat foarte mult tinerii să se pregătească profesional prin doctorantură. A scris 30 de cărți și peste 200 de articole de specialitate, a susținut în sesiuni științifice 75 de lucrări, are 8 brevete de invenție, a susținut peste 80 de conferințe și demonstrații practice în țară și a participat la 30 congrese de specialitate și simpozioane internaționale.
Dintre principalele cărți la care a participat ca prim autor sau în colaborare sunt amintite: Mecanizarea lucrărilor în cultura plantelor tehnice (1965); Instalații și mașini pentru uscarea și condiționarea produselor agricole (1966); Mecanizarea lucrărilor de recoltare a sfeclei de zahăr (1967); Reglarea mașinilor agricole (1969); Mecanizarea lucrărilor în producția de cartofi (1982); Dicționarul de mecanică agricolă (coautor) (1973) etc.
S-a alăturat întotdeauna ideii de muncă disciplinată și ordonată, capabilă să aducă contribuții semnificative la dezvoltarea științei de mecanizare a agriculturii. A fost un luptător pentru promovarea de echipamente tehnice în cultura cartofului, sfeclei de zahăr, in și cânepă și rămâne cel mai remarcabil specialist în aceste domenii. Onestitatea și bunătatea sunt parte ale trăsăturilor sale, incurajând și ajutând cu discreție orice inițiativă pozitivă a colegilor săi.
În data de 17 octombrie 2017, Nicolae Bria a decedat.

## Participări la programe de cercetare-dezvoltare
1. Elaborarea sistemului de mașini pentru cereale păioase și porumb (1956 - prima lucrare din România de acest fel)
2. Elaborarea sistemului de mașini pentru cultura plantelor de câmp, viticultură, pomicultură, legumicultură și pentru zootehnie (1960-1988)
3. Studii privind realizarea și încercarea mașinilor specifice culturilor de cartof, in și cânepa (1960-1988)
4. Studii și cercetări privind creșterea gradului de dotare a fermelor mici și mijlocii cu mașini, unelte și instalații destinate lucrărilor gospodărești și agricole (1994-1998)
5. Studii și cercetări privind creșterea gradului de mecanizare a lucrărilor de recoltare în culturi horti-viticole (1995-2000)
6. Studii și cercetări în vederea creșterii gradului de mecanizare a lucrărilor din sere și solarii (1996-2000)
7. Elaborări de proiecte de standarde române din domeniul mașinilor agricole și aIinierea la documentele ISO și EN (1990-1998)

## Invenții
1. Nicolae Bria, Morărescu Eugen, Boboșilă Mircea, Oprea Ion, Wolf Carol, Solomon Carol, Cojocaru Iosif, Combina de recoltat cartofi, Brevet 56278 din 2 februarie 1972, publicat la Oficiul de Stat pentru Invenții și Mărci - www.osim.ro, București, 1973
2. Nicolae Ioachim Ionașiu, Ion Oprea, Carol Solomon, Nicolae Bria, Alexandru Munteanu, Eugen Morărescu, Extractor de sfeclă, Brevet 56067 din 6 iunie 1972
3. Iosif Cojocaru, Mircea Boboșilă, Nicolae Bria, Dispozitiv de alimentare a combinei de recoltat cartof, Invenție 73928 din 10 iunie 1977, publicată la Oficiul de Stat pentru Invenții și Mărci - www.osim.ro, București, 1980
4. Mircea Boboșilă, Nicolae Bria, Eugen Robe, Marin Popa, Ion Vizitiu, Transportator sortator-separator, Brevet 74144 din 21 februarie 1978, publicat la Oficiul de Stat pentru Invenții și Mărci - www.osim.ro, București, 1980
5. Mircea Boboșilă, Ion Vizitiu, Nicolae Bria, Constantin Mitrescu, Eugeniu Robe, Marin Popa, Dispozitiv de sfărîmat și separat intensiv bulgări de pămînt, Brevet 73867 din 16 aprilie 1978, publicat la Oficiul de Stat pentru Invenții și Mărci - www.osim.ro, București, 1980
6. Nicolae Bria și colaboratorii, Combina de recoltat cartofi pentru soluri grele, Brevet 73865 din 19 aprilie 1978
7. Mircea Boboșilă, Ion Vizitiu, Nicolae Bria, Marin Popa, Eugen Robe, Combina de recoltat cartofi în soiuri cu procent ridicat de bulgări, Brevet 73866 din 12 mai 1978, publicat la Oficiul de Stat pentru Invenții și Mărci - www.osim.ro, București, 1980
8. Nicolae Bria și colaboratorii, Combina de recoltat în soluri greu separabile, Brevet 101501 din 1989
9. Nicolae Bria și colaboratorii, Mașina de recoltat fasole verde, Brevet 108755 din 1993
10. Nicolae Bria și colaboratorii, Combina de recoltat cartofi, Brevet 111891 din 1995

## Lucrări științifice
1. Urmărirea calității de execuție și încercarea exemplarului de control al semănătorii cu tracțiune animală Ceahlăul (Anale ICMA, vol.I, 1957, 8 pag., Ed.AgroSilvică)
2. Stabilirea tipului, experimentarea și definitivarea construcției semănătorii universale SU-29 (Anale vol.VI, 1961, 19 pag., Ed.Agro-Silvică, în colaborare cu Trandafir St., Buzea I., Mănișor Gh.)
3. Cercetări privind stabilirea tipului de mașină de plantat cartofi (Anale ICMA, vol.X, 1966, Ed.Agro-Silvică, în colaborare cu Călugăru V., Bianu I., Luca Gh.)
4. Experimentarea șasiului autopropulsat și a mașinilor agricole cu care lucrează în agregat (Anale ICMA, vol XI)
5. Studiul și experimentarea mașinii de sortat fructe și legume KSM-500 (Anale ICMA, vol.XII)
6. Încercarea comparativă a mașinilor pentru cultivarea și recoltarea porumbului (Anale ICMA, vol.XII)
7. Cercetări privind stabilirea tipurilor de mașini pentru recoltarea mecanizată a cartofilor (Anale ICMA, vol.XIII)
8. Cercetări privind stabilirea tehnologiei și a mașinilor pentru recoltarea sfeclei de zahăr (Anale ICMA, vol.XIII)
9. Cercetări privind stabilirea tehnologiei de recoltare și a mașinilor corespunzătoare în vederea valorificării mixte a inului de ulei (Anale ICMA, vol.XIV)
10. Cercetări privind tehnologia de recoltare divizată a sfeclei de zahăr (Anale ICMA, vol.XIV)
11. Studii asupra instalațiilor de sortat și calibrat cartofi (Anale ICMA, vol.XV)
12. Experimentarea mașinii de scos și încărcat cartofi de tipul E-684 (Anale ICMA, vol.XV)
13. Experimentarea mașinilor de recoltat sfeclă de zahăr (Anale ICMA, vol.XV)
14. Cercetări comparative ale combinelor de recoltat cartofi (Anale ICMA, vol.XVI)
15. Date noi privind tehnologia culturii cartofului pe terenurile în pantă cu minimum de lucrări (Simionescu I., Săplăcan L., Stănilă Th., Bria N., Hagianu D., Langu Gr., Anale ICPC, vol.IX, 1978)
16. Cercetări privind mecanizarea lucrărilor în cultura cartofului pe terenurile în pantă, în sistem antierozional (Săplăcan L., Stănilă Th., Bria N., Hagianu D., Simionescu I., Langu Gr., Anale ICPC, vol.IX, 1978)
17. Aspecte ale mecanizării culturii cartofului în condiții de intensivizare (Popescu A., Bria N., Moteanu Fl., Stamate V., Cândea I., Săndulescu D., Anale ICPC, vol.IX, 1978)
18. Cercetări privind extinderea folosirii combinelor pentru recoltarea cartofului pe soluri mijlocii și grele (Bria N., Popescu A., Boboșilă M., Morărescu E., Cândea I., eagu C., Scripnic V., Păunescu I., Anale ICPC, vol.IX, 1978)
19. Aspecte privind eficiența economică a mecanizării lucrărilor în cultura cartofului (Bianu I., Săndulescu D., Bria N., Anale ICPC, vol.IV, 1978)
20. Cercetări privind stabilirea posibilităților de mecanizare în cultura sfeclei de pe terenurile în pantă (Săplăcan L., Stănilă T., Bria N., Hagianu D., Anale ICMA vol.XVIII)
21. Cercetări privind tehnologia de recoltare divizată a sfeclei de zahăr (Manciu Toma D., Vulpe I., Bria N. și colab., Anale ICMA, 1979)
22. Cercetări privind utilajele și tehnologia pentru plantarea și întreținerea culturii de cartof pe terenurile în pantă (Anale ICPITMA vol.XIX, 1981)
23. Cercetări privind înnodătorul cu sfoară pentru stuf (Anale ICPITMA vol.XIX, 1981)
24. Cercetări privind îmbunătățirea indicatorilor de fiabilitate în condiții de exploatare la mașinile de recoltat sfeclă de zahăr MDS-3 + MRS-3 (Anale ICPITMA vol.XIX, 1981)
25. Cercetări privind tehnologia de recoltare divizată a sfeclei de zahăr (Anale ICPITMA vol.X1X, 1981)
26. Cercetări privind stabilirea tipului de combină de recoltat cartofi (Anale ICPITMA vol.XIX, 1981)
27. Studii privind stabilirea tehnologiei de utilizare a mașinilor pentru pregătirea terenului în vederea plantării cartofului pe diferite soluri (Anale ICPITMA vol.XIX, 1981)
28. Cercetări privind stabilirea indicilor de lucru și a tehnologiei optime de exploatare a instalației de separare a impurităților din cartofi ISIC-30 (Anale ICSITMUA, vol.XX)
29. Studii și cercetări privind realizarea și experimentarea instalației de tratat sămânța de sfeclă de zahăr pe cale umedă (Anale ICSITMUA, vol.XXI)
30. Realizarea și experimentarea mașinii de șlefuit sămânță de sfeclă de zahăr (Anale ICSITMUA, vol.XXI)
31. Cercetări privind optimizarea agregatului U-800 DT + 6 SAD-75 la executarea lucrărilor de plantat cartofi la distanta de 75 cm între rânduri (Anale ICSITMUA, vol.XXI)
32. Mecanizarea lucrărilor în producția de cartof (Popescu A., Bria N., Man I., Anale ICPC (volum jubiliar), 1992, pag.97-111)
33. Metode de stocare și prelucrarea datelor experimentale folosite la încercarea mașinilor agricole ( Șandru A., Scripnic V., Bria N., Lucrări știintifice, ASAS, 1995)
34. Instalații și aparatură destinată pentru măsurarea gradului de tasare a solului (Șandru A., Ursulescu R., Bria N., Lucrări științifice, I.P. Timișoara, 1995)
35. Studii și cercetări privind realizarea echipamentului de săpat gropi pentru motocultorul de 12 CP (Lucrări știintifice INMA, 1996, în colectiv)
36. Studii și cercetări privind realizarea grapei cu colți rotativi pentru motocultorul de 12 CP (Lucrări științifice INMA, 1996, în colectiv)
37. Studii și cercetări privind realizarea frezei duble destinată motocultorului de 12 CP (Lucrări științifice INMA, 1996, în colectiv)
38. Studii și cercetări privind realizarea echipamentului pentru tăieri în verde (garduri,  livezi intensive, vii, etc.) pentru motocultor (Luerări științificc INMA, 1996, în colectiv)
39. Studii și cercetări privind secerătoarea legătoare de plante cerealiere (grâu, orz, ovăz) pentru șasiul legumicol SL-18 (Lucrări științifice INMA, 1996, în colectiv)
40. Studii și cercetări privind realizarea greblei de furaje cu bandă pentru motocultor (Lucrări științifice INMA, 1996, în colectiv)
41. Studii și cercetări privind proiectarea și realizarea unei instalații de segmentat tuberculi de cartof pentru sămânță (Lucrări științifice, CONAT, 1996, vol.V, Brașov, în colectiv)
42. Studii și cercetări cu privire la procesul de lucru al instalației cu sită oscilantă, folosită la calibrarea tuberculilor de cartof (Lucrări științifice, CONAT, 1996, Brașov, in colectiv)
43. Studii privind influența mărimii tuberculilor de cartof și construcția aparatelor de distribulie asupra indicilor calitativi de Iucru ai mașinilor de plantat (Lucrări stiintifice INMA, 1997, vol.1, în colectiv)
44. Aspecte teoretice asupra interacțiunii dintre tuberculii de cartof și organele de distribuție de la mașinile de plantat cu bandă transportoare cu cupe (Lucrări științifice INMA, 1997, vol.I, în colectiv)
45. Perspective în dezvoltarea construcției de mașini destinate plantării cartofului in România (Lucrări științifice INMA, 1997, vol.I, în colectiv)
46. Considerațiuni teoretice cu privire la procesul de segmentare a tuberculilor cartof pentru sămânță (Lucrări științifice INMA, 1997, vol.1, în colectiv)

## Lucrări publicate

### Cărți publicate
1. Gh. Mănișor, Nicolae Bria, Îndrumătorul mânuitorului de semănători, 240 pagini, Editura Agro-Silvică, București, 1956
2. Nicolae Bria, Mașini de semănat și reglajele acestora (Cartea Președintelui GAC), 10 pagini, Editura Agro-Silvică, București, 1956
3. Nicolae Bria, Gh. Mănișor, Exploatarea rațională a mașinilor de semănat, 139 pagini, Editura Agro-silvică, București, 1959[2]
4. Nicolae Bria, Monografia cartofului, 40 pagini, Editura Agro-silvică, București, 1959
5. Nicolae Bria, Mașini de semănat cereale păioase și porumb (cursuri pentru mecanizator), 25 pagini, Editura Agro-Silvică, București, 1960
6. Nicolae Bria, Cărare Aurora, Reglarea mașinilor agricole, 111 pagini, Editura Agro-silvică, București, 1961[2]
7. Nicolae Bria și colaboratorii, Album privind exploatarea rațională a agregatelor de mașini făcute cu tractorul UTCS, 160 pagini, Editura Agro-Silvică, București, 1962
8. Nicolae Bria, Mecanizarea lucrărilor de semănat (cursuri pentru mecanizatori anul II), 25 pagini, Editura Agro-Silvică, București, 1962
9. Nicolae Bria, Mașini de semănat, plantat și combaterea dăunătorilor (cursuri Agrozootehnice an I "Cultura plantelor de câmp"), 30 pagini, Editura Agro-Silvică, București, 1962
10. Nicolae Bria, Mecanizarea lucrărilor în cultura sfeclei de zahăr și a cartofului (cursuri pentru mecanizatori, an III), 20 pagini, Editura Agro-Silvică, București, 1963
11. Gheorghe Vasiliu, Nicolae Bria, N. Velea, V. Văduva, Mecanizarea lucrărilor în cultura cartofului, Editura Agro-silvică, București, 1965
12. Nicolae Bria, Marius Ionescu, Mecanizarea lucrărilor în cultura plantelor tehnice, 200 pagini, Editura Agro-silvică, București, 1965 Arhivat în 19 octombrie 2017, la Wayback Machine.
13. Paul Mănișor, Nicolae Bria, C. Ruxandu, C. Florescu, Instalații și mașini pentru uscarea și condiționarea produselor agricole, 406 pagini, Editura Agro-Silvică, București, 1966
14. Gheorghe Gh., Nicolae Bria, Mecanizarea lucrărilor de recoltare a sfeclei de zahăr, 100 pagini, Editura Agro-silvică, București, 1967
15. Nicolae Bria, Recomandări privind cultura sfeclei de zahăr, Capitolul de mecanizare, Editura Agro-silvică, București, 1968 și 1969
16. Nicolae Bria, N. Morărescu, V. Scripnic, I. Șulea, Reglarea mașinilor agricole, 150 pagini, Editura Agro-silvică, București, 1969
17. colaborator Nicolae Bria, Dicționar de mecanică agricolă, Editura Ceres, București, 1973
18. Nicolae Bria, Eugen Morărescu, Mecanizarea lucrărilor de recoltare a plantelor textile și uleioase, 85 pagini, Editura Ceres, București, 1974
19. Nicolae Bria, Emil Luca, Mecanizarea lucrărilor în cultura cartofului, Editura Ceres, București, 1975
20. Nicolae Bria, Ion Cândea, Emil Luca, Mecanizarea lucrărilor în cultura sfeclei de zahăr, 94 pagini, Editura Ceres, București, 1976[2]
21. Nicolae Bria, Gh. Voicu, Gh. Burlea, Tehnologia de recoltare și condiționare în flux a cartofului, Redacția Revistelor Agricole, București, 1980
22. Matei Berindei, coordonator Nicolae Bria, Mecanizarea lucrărilor în producția de cartofi, 269 pagini, Editura Ceres, București, 1982[2]

### Articole publicate[3][4]
1. Nicolae Bria, Eugen Morărescu, Mecanizarea lucrărilor de recoltare a sfeclei de zahăr, Revista Mecanizarea și electrificarea agriculturii, Nr. 3/1970, pag. 71-76, Editura Agro-silvică, București, 1970
2. Nicolae Bria, Eugen Morărescu, Mecanizarea lucrărilor de recoltare a cartofului, Revista Mecanizarea și electrificarea agriculturii, Nr. 3/1970, pag. 58-70, Editura Agro-silvică, București, 1970
3. Nicolae Bria, Eugen Morărescu, Folosirea mașinilor pentru recoltarea inului, Revista Mecanizarea și electrificarea agriculturii, Nr. 6/1970, pag. 31-35, Editura Agro-silvică, București, 1970
4. Nicolae Bria, Eugen Morărescu, Folosirea combinelor de recoltat cartofi, Revista Mecanizarea și electrificarea agriculturii, Nr. 8/1970, pag. 29-33, Editura Agro-silvică, București, 1970
5. Nicolae Bria, Eugen Morărescu, Tehnologii de recoltare a inului de ulei, Revista Mecanizarea și electrificarea agriculturii, Nr. 6/1971, pag. 26-34, Editura Agro-silvică, București, 1971
6. Nicolae Bria, Eugen Morărescu, Tehnologii de mecanizarea lucrărilor de recoltare, sortare și calibrare a cartofilor, Revista Mecanizarea și electrificarea agriculturii, Nr. 8/1971, pag. 24-40, Editura Agro-silvică, București, 1971
7. Nicolae Bria, Tehnologia recoltării mecanizate a cartofilor, Revista Probleme agricole, Nr. 8/1971, pag. 82-92, Editura Ministerului Agriculturii, ISSN 0032-9231, București, 1971
8. Nicolae Bria, Instalația de sortat și calibrat cartofi KSP-15, Revista Mecanizarea și electrificarea agriculturii, Nr. 9/1972, pag. 33-35, Editura Agro-silvică, București, 1972
9. Eugen Morărescu, Nicolae Bria, Folosirea combinei pentru recoltat în LKV-4T, Revista Mecanizarea și electrificarea agriculturii, Nr. 6/1972, pag. 46-53, Editura Agro-silvică, București, 1972
10. Nicolae Bria, Organizarea lucrărilor de recoltare a cartofilor, Revista Mecanizarea și electrificarea agriculturii, Nr. 8/1973, pag. 10-14, Editura Agro-silvică, București, 1973
11. Nicolae Bria, Eugen Morărescu, Mașina pentru distrus vreji de cartofi, Revista Mecanizarea și electrificarea agriculturii, Nr. 7/1973, pag. 19-21, Editura Agro-silvică, București, 1973
12. Nicolae Bria, C. Andrișan, Folosirea combinei de recoltat sfecla de zahar CRS-2, Revista Mecanizarea și electrificarea agriculturii, Nr. 7/1973, pag. 10-18, Editura Agro-silvică, București, 1973
13. Nicolae Bria, Cerințe în vederea folosirii combinelor de recoltat cartofi, Revista Mecanizarea și electrificarea agriculturii, Nr. 3/1973, pag. 71-74, Editura Agro-silvică, București, 1973
14. Nicolae Bria, A. Mironescu, Tehnologii de recoltare a inului, Revista Probleme agricole, Nr. 7/1973, pag. 19-21, Editura Ministerului Agriculturii, ISSN 0032-9231, București, 1973
15. Nicolae Bria, Reglarea uniformității de distribuție la mașina de plantat cartofi, Revista Mecanizarea și electrificarea agriculturii, Nr. 2/1974, pag. 66-68, Editura Agro-silvică, București, 1974
16. Nicolae Bria, Posibilități de tocare în cîmp a resturilor vegetale, Revista Producția vegetală, Nr. 8/1974, pag. 43-44, Editura Ministerului Agriculturii, ISSN 0556-6010, București, 1974
17. Nicolae Bria, Influența lucrărilor de cultivare asupra celor de recoltare la sfecla de zahăr și cartof în condiții de mecanizare, Revista Probleme agricole, Nr. 5/1974, pag. 49-55, Editura Ministerului Agriculturii, ISSN 0032-9231, București, 1974
18. Nicolae Bria, Aspecte din Franța privind mecanizarea lucrărilor în cultura cartofului, Revista Mecanizarea și electrificarea agriculturii, Nr. 4/1974, pag. 60-65, Editura Agro-silvică, București, 1974
19. Nicolae Bria, I. Bianu, Eficiența mecanizării culturii cartofului, Revista Producția vegetală, Nr. 2/1976, pag. 26-29, Editura Ministerului Agriculturii, ISSN 0254-5756, București, 1976
20. Zenovie Stănescu, Nicolae Bria, Organizarea recoltării și transportului sfeclei de zahăr, Revista Producția vegetală, Nr. 9/1977, pag. 24-29, Editura Ministerului Agriculturii, ISSN 0254-5756, București, 1977
21. Nicolae Bria, C. Boldișor Jacubovici, Recoltarea mecanizată a culturilor de cartof și organizarea formațiilor pentru lucru in flux, Revista Producția vegetală, Nr. 9/1978, pag. 11-17, Editura Ministerului Agriculturii, ISSN 0254-5756, București, 1978
22. G. Clotan, Ion Cândea, Nicolae Bria, Organizarea recoltării sfeclei de zahăr, Revista Producția vegetală, Nr. 9/1978, pag. 14-19, Editura Ministerului Agriculturii, București, 1978
23. Nicolae Bria, Aurel Popescu, Aurel Lavric, Victor Ioan, Cerințe privind pregătirea terenului și plantarea cartofului în vederea asigurării condițiilor de recoltare cu combina, Revista Producția vegetală, Nr. 2/1978, pag. 19-22, Editura Ministerului Agriculturii, București, 1978
24. Nicolae Bria, Ion Man, Tehnologia de recoltare și condiționare a cartofului în flux continuu, Revista Producția vegetală, Nr. 7/1979, pag. 21-26, Editura Ministerului Agriculturii, ISSN 0254-5756, București, 1979
25. Nicolae Bria, Ion Man, Tehnologia de mecanizare totală a culturii cartofului, Revista Producția vegetală, Nr. 4/1979, pag. 6-10, Editura Ministerului Agriculturii, ISSN 0254-5756, București, 1979
26. Ion Vulpe, Nicolae Bria, Ion Cândea, G. Sârbu, Recoltarea divizată în două faze a sfeclei de zahăr folosind setul de mașini pe trei rinduri MDS-3+MRS-3, Revista Producția vegetală, Nr. 8/1979, pag. 24-38, Editura Ministerului Agriculturii, București, 1979
27. Nicolae Bria, Victor Ioan, Ion Man, Instalația pentru separarea impurităților din cartofi (ISIC-30), Revista Producția vegetală - Mecanizarea agriculturii, Nr. 7/1979, pag. 14-29, Editura Ministerului Agriculturii, București, 1979
28. Liviu Săplăcan, T. Stănilă, D. Hagianu, Nicolae Bria, I. Simionescu, Executarea lucrărilor de întreținere pe terenurile în pantă la cultura cartofului, Revista Producția vegetală - Horticultura, Nr. 5/1979, pag. 8-14, Editura Ministerului Agriculturii, București, ISSN 0254-5756, 1979
29. Matei Berindei, Nicolae Bria, Tehnologia de cultivare a cartofului la distanța de 75 cm între rînduri, Revista Producția vegetală - Mecanizarea agriculturii, Nr. 3/1980, pag. 24-30, Editura Ministerului Agriculturii, București, 1980
30. Ion Cândea, Aurel Popescu, Nicolae Bria, Aurel Lavric, Victor Ioan, A. Uszoges, S. Popescu, Studii privind stabilirea tehnologiei de utilizare a mașinilor pentru pregătirea terenului în vederea plantării cartofului pe diferite soluri, Lucrări științifice, Vol. 19, pag. 23-41, Editura INMA, București, 1980
31. S. Burtea, Nicolae Bria, Organizarea lucrărilor și eficiența tehnologiei de recoltare și condiționare în flux a cartofului, Revista Producția vegetală - Mecanizarea agriculturii, Nr. 8/1980, pag. 21-25, Editura Ministerului Agriculturii, București, 1980
32. G. Voicu, L. Baron, Nicolae Bria, G. Burlea, Montarea și reglarea instalației pentru separarea impurităților din cartofi ISIC-30, Revista Producția vegetală - Mecanizarea agriculturii, Nr. 7/1980, pag. 7-13, Editura Ministerului Agriculturii, București, 1980
33. Nicolae Bria, Ion Man, V. Olariu, Aurel Lavric, Indici calitativi de lucru obținuți cu instalația ISIC-30, Revista Producția vegetală - Mecanizarea agriculturii, Nr. 8/1980, pag. 26-30, Editura Ministerului Agriculturii, București, 1980
34. Nicolae Bria, G. Voicu, N. Mustăcioară, Folosirea mașinilor pentru recoltarea divizată pe 3 și 6 rînduri a sfeclei de zahăr, Revista Producția vegetală - Mecanizarea agriculturii, Nr. 8/1980, pag. 14-20, Editura Ministerului Agriculturii, București, 1980
35. Nicolae Bria, G. Voicu, G. Burlea, Folosirea eficientă a combinei pentru recoltat cartofi E-684, Revista Producția vegetală - Mecanizarea agriculturii, Nr. 7/1980, pag. 23-31, Editura Ministerului Agriculturii, București, 1980
36. Liviu Săplăcan, D. Hagianu, T. Stănilă, Nicolae Bria, Executarea lucrărilor de întreținere a cartofului cultivat pe terenuri în pantă, în rînduri orientate pe direcția curbelor de nivel, Revista Producția vegetală - Mecanizarea agriculturii, Nr. 6/1980, pag. 14-18, Editura Ministerului Agriculturii, București, 1980
37. Liviu Săplăcan, T. Stănilă, D. Hagianu, Nicolae Bria, I. Simionescu, Cercetări privind utilajele și tehnologia pentru plantarea și întreținerea culturii de cartofi pe terenurile în pantă, Lucrări științifice, Vol. 19, pag. 55-72, Editura INMA, București, 1980
38. G. Manciu, D. Toma, Ion Vulpe, Nicolae Bria, Ion Cândea, G. Sîrbu, Aurel Cuciureanu, I. Erhan, G. Clotan, M. Kiriță, Cercetări privind tehnologia de recoltare divizată a speclei de zahăr, Lucrări științifice, Vol. 19, pag. 153-181, Editura INMA, București, 1980
39. Aurel Cuciureanu, Nicolae Bria, E. Nicșulescu, Cercetări privind înnodătorul cu sfoară pentru stuf, Lucrări științifice, Vol. 19, pag. 213-221, Editura INMA, București, 1980
40. G. Manciu, D. Toma, Ion Vulpe, D. Tomescu, C. Gagiu, Nicolae Bria, Ion Cândea, R. Vlădăsel, I. Călina, I. Florescu, G. Lascu, Cercetări privind îmbunătățirea indicatorilor de fiabilitate în condiții de exploatare la mașinile de recoltat sfeclă de zahăr MDS-3 și MRS-3, Lucrări științifice, Vol. 19, pag. 277-302, Editura INMA, București, 1980
41. Nicolae Bria, Mircea Boboșilă, A. Popescu, I. Vizitiu, V. Ioan, A. Lavric, D. Mitroi, G. Morar, Cercetări pentru stabilirea tipului de combină de recoltat cartofi, Lucrări științifice, Vol. 19, pag. 183-199, Editura INMA, București, 1980
42. A. Lavric, S. Burtea, Nicolae Bria, M. Buga, Transportor pentru alimentarea mașinilor de plantat cartofi, Revista Producția vegetală - Mecanizarea agriculturii, Nr. 2/1981, pag. 7-13, Editura Ministerului Agriculturii, București, 1981
43. Nicolae Bria, G. Burlea, Recoltarea și condiționarea în flux a cartofului, Revista Producția vegetală - Mecanizarea agriculturii, Nr. 9/1981, pag. 6-10, Editura Ministerului Agriculturii, București, 1981
44. Nicolae Bria, V. Geambazu, Ion Cândea, A. Lavric, Mașina pentru tăiat cartofi de sămînța, Revista Producția vegetală - Mecanizarea agriculturii, Nr. 3/1981, pag. 15-24, Editura Ministerului Agriculturii, București, 1981
45. F. Moteanu, Nicolae Bria, Mașina de plantat cartofi 6 SAD - 75, Revista Producția vegetală - Mecanizarea agriculturii, Nr. 3/1981, pag. 9-14, Editura Ministerului Agriculturii, București, 1981
46. A. Lavric, Nicolae Bria, G. Zărnescu, Organizarea lucrărilor de plantare a cartofului, Revista Producția vegetală - Mecanizarea agriculturii, Nr. 3/1982, pag. 8-14, Editura Ministerului Agriculturii, București, 1982
47. A. Popescu, D. Mitroi, Nicolae Bria, Mecanizarea lucrărilor de pregatire a terenului în vederea plantării cartofului, Revista Producția vegetală - Mecanizarea agriculturii, Nr. 2/1982, pag. 6-9, Editura Ministerului Agriculturii, București, 1982
48. Nicolae Bria, C. Macsim, Mașina de calibrat arpagic și bulbi de ceapă, Revista Producția vegetală - Mecanizarea agriculturii, Nr. 3/1982, pag. 15-23, Editura Ministerului Agriculturii, București, 1982
49. Nicolae Bria, C. Macsim, Influența calibrării cartofului asupra uniformității de distribuție a mașinilor de plantat, Revista Producția vegetală - Mecanizarea agriculturii, Nr. 2/1982, pag. 10-14, Editura Ministerului Agriculturii, București, 1982
50. A. Popescu, Nicolae Bria, Exploatarea raționala a mașinii de tăiat cartofi pentru sămînța, Revista Producția vegetală - Horticultura, Nr. 2/1982, pag. 28-30, Editura Ministerului Agriculturii, București, 1982
51. Nicolae Bria, Ion Man, L. Blaga, V. Olariu, Transportorul incărcător TZK-30, Revista Producția vegetală - Mecanizarea agriculturii, Nr. 1/1983, pag. 21-27, Editura Ministerului Agriculturii, București, 1983
52. Nicolae Bria, F. Moteanu, G. Zărnescu, Alegerea regimului optim de lucru la mașinile de plantat cartofi, Revista Producția vegetală - Mecanizarea agriculturii, Nr. 4/1983, pag. 22-27, Editura Ministerului Agriculturii, București, 1983
53. Nicolae Bria, L. Ghițescu, A. Lavric, G. Zărnescu, A. Popescu, Adaptarea echipamentului pentru administrarea îngrășămintelor chimice solide pe mașina pentru plantat cartofi 6 SAD-75, Revista Producția vegetală - Mecanizarea agriculturii, Nr. 2/1984, pag. 6-11, Editura Ministerului Agriculturii, București, 1984
54. Eugen Marin, Nicolae Bria, Dragoș Manea, Cristian Sorica, Echipamente tehnice ce pot fi folosite în fluxul tehnologic de efectuare a lucrărilor agricole intr-o fermă cerealieră, Revista Mecanizarea agriculturii Nr. 4/2007 pag. 2-8, Editura AGRIS, ISSN 1011-7296, București, 2007
55. Dragoș Manea, Eugen Marin, Nicolae Bria, Cristian Sorica, Echipamente tehnice destinate înființării culturilor de plante prășitoare, Revista Mecanizarea agriculturii Nr.4/2007, pag. 9-14, Editura AGRIS, ISSN 1011-7296, București, 2007
56. Nicolae Constantin, Nicolae Bria, Eugen Marin, Dragoș Manea, Echipamente tehnice destinate pregătirii patului germinativ în vederea înființării culturilor agricole, Revista Mecanizarea agriculturii Nr.4/2007, pag. 27-32, Editura AGRIS, ISSN 1011-7296, București, 2007
57. Iosif Cojocaru, Eugen Marin, Nicolae Bria, Tehnici inovative de mecanizare a lucrărilor de înființat culturi de plante prășitoare, Revista Mecanizarea agriculturii Nr.6/2007, pag. 23-27, Editura AGRIS, ISSN 1011-7296, București, 2007
58. Nicolae Constantin, Iosif Cojocaru, Nicolae Bria, Eugen Marin, Echipamente combinate pentru pregătirea patului germinativ în vederea înființării culturilor agricole, Revista Mecanizarea agriculturii Nr.8/2007 pag. 9-13, Editura AGRIS, ISSN 1011-7296, București, 2007
59. Eugen Marin, Nicolae Bria, Dragoș Manea, Semănători mecano-pneumatice prevăzute cu organe pentru pregătirea solului destinate tehnologiei inovative de înființare a cerealelor păioase în sisteme de lucrare redusă, Revista Mecanizarea agriculturii Nr.3/2008, pag. 10-26, Editura AGRIS, ISSN 1011-7296, București, 2008
60. Nicolae Bria, Eugen Marin, Cristian Sorică, Echipamente complexe de mare capacitate realizate de firma HORSCH pentru tehnologiile moderne de lucrare a solului și semănat, Revista Mecanizarea agriculturii Nr.4/2008, pag. 22-28, Editura AGRIS, ISSN 1011-7296, București, 2008
61. Cum să folosim semănătoarea SKG-6 la semănatul în cuiburi asezate în pătrat (1954, rev. Mecanizarea și Electrificarea Agricuiturii)
62. Sarcini ce decurg pentru ICMA pe perioada 1960-1965 (1960, rev. Mecanizarea și Electrificarea Agriculturii)
63. 3060 kg porumb la hectar obținute la GAS Urleasca de pe suprafața însămănțată în cuiburi așezate în pătrat (1954, rev. Mecanizarea și Electrificarea Azriculturii)
64. Mașini noi folosite în mecanizarea lucrărilor agricole (1958, Știință și tehnică)
65. Folosirea întregii capacități de lucru a mașinilor din agricultură (1958, Știintă și tehnică)
66. Seminarul internațional privind mecanizarea lucrărilor în cultura cartofului (1963, rev. Mecanizarea și Electrificarea Agriculturii)
67. Mașini pentru mecanizarea lucrărilor în cultura sfeclei de zahăr (rev. Mecanizarea și Electrificarea Agriculturii)
68. Mașina de sortat semințe după culoare (1965, rev. Mecanizarea și Electrificarea Agriculturii)
69. Să folosim corect mașina de scos cartofi E-649 (1965, rev. Mecanizarea și Electrificarea Agriculturii)
70. Mecanizarea lucrărilor în cultura cartofului (1965, rev. Mecanizarea și Electrificarea Agriculturii)
71. Mecanizarea lucrărilor din legumicultură (1959, rev. Mecanizarea și Electrificarea Agriculturii, în colaborare cu Luca Gh.)
72. Măsurarea pe cale electrică a mărimilor neelectrice (1961, rev. Mecanizarea și Electrificarea Agriculturii, în colaborare cu  Barba Valentin)
73. Recomandări privind mecanizarea lucrărilor de pregătirea solului, semănat în culturile de porumb, sfeclă de zahăr și cartofi (1963, rev. Mecanizarea și Electrificarea Agriculturii, în colaborare cu Șulea lon și Trandafir Stelian)
74. Recomandări privind lucrările de intreținere în cultura porumbului, sfeclei de zahăr și cartofilor (1963, rev. Mecanizarea și Electrificarea Agriculturii, în colaborare cu Șulea lon, Trifu Ștefan și Costache Nicolae)
75. Cum se seamănă porumbul cu semănătoarea manuală SM-1 (ziarul Steagul Roșu, 25.IV.1964)
76. O semănătoare manuală de porumb în țara noastră (ziarul Scânteia, 1954)
77. Dispozitiv pentru însămânțarea în cuiburi așezate în pătrat (Informația Bucureștiului, 12.IX.1955)
78. Realizări în domeniul mecanizării agriculturii (Rev. Albina nr. 687/1961)
79. O revoluție în lucrarea solului. Arături care se pot face cu ajutorul a aerului și a apei (Veac Nou, 1963)
80. Tractorul și-a trăit oare traiul? Podul rulant o nouă sursă energetică pentru agricultură (Veac Nou, octombrie 1963)
81. O valoroasă inițiativă practică (consfătuirea pe țară privind cultura sfeclei de zahăr și a cartofului, 1964, rev. Mecanizarea și Electrificarea Agriculturii)
82. Mașini de sortat cartofi (1963, rev. Mecanizarea și Electrificarea Agriculturii)
83. Mecanizarea lucrărilor în cultura cartofului în țările socialiste (rev. Mecanizarea și Electrificarea Agriculturii 1/1965)
84. Instalatii de sortat și calibrat cartofi (rev. Mecanizarea și Electrificarea Agriculturii 10/1968)
85. Mecanizarea lucrărilor de pregătire a terenului și seminței în cultura sfeclei de zahăr (rev. Mecanizarea și Electrificarea Agriculturii 3/1968)
86. Mecanizarea lucrărilor de întreținere în cultura sfeclei de zahăr (rev. Mecanizarea și Electrificarea Agriculturii 4/1968)
87. Mecanizarea lucrărilor de recoltat și transport în cultura sfeclei de zahăr (rev. Mecanizareași Electrificarea Agriculturii 9/1968)
88. Aspecte privind răritul mecanic al sfeclei de zahăr în R.F.Germania (rev. Mecanizarea și Electrificarea Agriculturii 5/1968)
89. Va rezolva tehnica recoltatul cartofilor? (Știință și tehnică nr. 10/1967)
90. Sistema de mașini pentru cultura sfeclei de zahăr (rev. Probleme agricole nr. 2/1971)
91. Mecanizarea lucrărilor în cultura sfeclei de zahăr, 1970 (Buletin de ordine instrucțiuni MAS-IMA, februarie nr.2, partea I)
92. Mecanizarea lucrărilor în cultura cartofului, 1970 (Buletin de ordine și instrucțiuni MAS-IMA, februarie nr.2, partea a II-a)
93. Tehnologia recoltării mecanizate a cartofilor (rev. Probleme agricole nr.8/1971)
94. Organizarea lucrărilor de recoltare mecanizată a sfeclei de zahăr (rev. Mecanizarea și Electrificarea Agriculturii nr.8/1969)
95. Mecanizarea lucrărilor de recoltare a cartofului (rev. Mecanizarea și Electrificarea Agriculturii nr.3/1970, în colaborare cu Morărescu Eugen)
96. Mecanizarea lucrărilor de recoltare a sfeclei de zahăr (rev. Mecanizarea și Electrificarea Agriculturii nr.3/ 1970)
97. Folosirea mașinilor pentru recoltarea inului (rev. Mecanizarea și Electrificarea Agriculturii nr.6/1970)
98. Folosirea combinelor de recoltat cartofi (rev. Mecanizarea și Electrificarea Agriculturii nr.8/1970, în colaborare cu Morărescu Eugen)
99. Mecanizarea lucrărilor de recoltare la principalele legume (rev. Mecanizarea și Electrificarea Agriculturii nr.4/1972, în colaborare)
100. Folosirea combinei pentru recoltat LKV-4T (rev. Mecanizarea și Electrificarea Agriculturii nr.6/1972, în colaborare)
101. Instalația de sortat și calibrat cartofi KSP-15 (rev. Mecanizarea și Electrificarea Agriculturii nr.9/1972)
102. Tehnologia recoltării divizate a sfeclei de zahăr (rev. Mecanizarea și Electrificarea Agriculturii nr.10/1972)
103. Cerințe în vederea folosirii mașinilor de recoltat sfeclă de zahăr (rev. Mecanizarea și Electrificarea Agriculturii nr.2/1973)
104. Cerințe în vederea folosirii combinelor de recoltat cartofi (rev. Mecanizarea și Electrificarea Agriculturii nr.3/1973)
105. Folosirea combinei de recoltat sfeclă de zahăr CRS-2 (rev. Mecanizarea Electrificarea Agriculturii nr.7/1973)
106. Mașini pentru strâns vreji de cartofi (rev. Mecanizarea și Electrificarea Agriculturii nr.7/1973)
107. Organizarea lucrărilor de recoltarea cartofilor (rev. Mecanizarea Electrificarea Agriculturii nr.8/1973)
108. Influenta lucrărilor de cultivare asupra celor de recoltare la cartofi și sfeclă de zahăr în conditii de mecanizare (rev.Probleme agricole nr.3/1974)
109. Tehnologii de recoltare a inului (rev. Probleme agricole nr.2/1974)
110. Folosirea eficientă a mașinilor la recoltarea cartofilor (Agricultura nr.37/14 sept.1974)
111. Eficiența economică a mecanizării (rev. Probleme agricole, Horticultura nr.2/1974)
112. Folosirea eficientă a mașinilor și tehnologiilor de recoltare a sfeclei de zahăr (rev. Probleme agricole, Mecanizarea 1976)
113. Folosirea mașinilor pentru recoltarea în două faze a sfeclei de zahăr pe 6 rânduri BM-6 + KS-6 (rev. Probleme agricoIe, Mecanizare 1977, august)
114. Recoltarea mecanizată a culturilor de cartof și organizarea formațiilor pentru lucrul în flux (Bria N., Iacobovici Boldișor, Revista de mecanizare nr.9/1978)
115. Tehnologia de cultivare a cartofului la distanța de 75 cm între rânduri (Berindei M., Bria N., rev. Mecanizarea Agriculturii nr.3/1980)
116. Recoltarea divizată în 2 faze a sfeclei de zahăr folosind setul de mașini pe 4 rânduri MDS-3 + MRS-3 (Vulpe I., Bria N. Cândea I., Sârbu Gh., rev. Mecanizarea Agriculturii nr.8/1979)
117. Instalația pentru separarea impurităților din cartofi ISIC-30 (Bria N., Victor I.,rev. Mecanizarea Agriculturii nr.7/1979)
118. Tehnologia de mecanizare totală a culturii cartofului (Revista de mecanizare nr.4/1979)
119. Mecanizarea lucrărilor de recoltare condiționare în flux continuu (Revista de horticultură nr.7/1979, Bria N., Man I., Victor Ioan)
120. Pregătirea terenului în vederea plantării cartofului în diferite conditii pedoclimatice (Popescu A., Bria N., Victor I, Lavric A., revista de horticultură nr.2/1979)
121. Folosirea eficientă a combinei pentru recoltat cartofi R.V.84 (Bria N., Voicu Gh., Burlea Gh., Rev. Mecanizarea Agriculturii nr.7/1980)
122. Montarea și reglarea instalației pentru separarea impuritătilor din cartofi ISIC-30 (Voicu Gh., Baron Laurențiu, Bria N., Burlea Gh., Rev. Mecanizarea Agriculturii nr.7/1980)
123. Mecanizarea lucrărilor de cultivare a cartofului pe terenurile în pantă în sistem antierozional (Stănilă Th., Hagianu D., Săplăcan L., Bria N., Rev. Mecanizarea Agriculturii nr.6/1980)
124. Executarea lucrărilor de intreținere a cartofului cultivat pe terenuri în pantă în rânduri orientate pe direcția curbelor de nivel (Săplăcan L., Hagianu D., Stănilă Th., Bria N., Rev. Mecanizarea Agriculturii nr.6/1980)
125. Organizarea în flux continuu a lucrărilor de recoltare și condiționare a cartofului (Burtea St., Bria N., Rev. Mecanizarea Agriculturii nr.8/1980)
126. Rezultate privind indicii calitativi de lucru și eficiența folosirii instalației ISIC-30 (Bria N., Man I., Lavric A., Rev. Mecanizarea Agriculturii nr.8/1980)
127. Recoltarea divizată a sfeclei de zahăr cu mașini pe 3 și 6 rânduri (Bria N., Voicu Gh., Mustăcioară N., Rev. Mecanizarea Agriculturii nr.9/1980)
128. Organizarea recoltării și transportului în procesul de recoltare a sfeclei de zahăr (rev. Probleme agricole, 1977/august)
129. Reducerea cantității de material de plantare la cultura cartofului pentru consum (Berindei M., Draica C., Bria N., Rev. Mecanizarea Agriculturii nr.1/1981)
130. Posibilități actuale de mecanizare a lucrărilor din cultura cartofului (Burtea St., Bria N., Rev. Mecanizarea Agriculturii nr.1/1981)
131. Transportor adaptat la remorca RM-2 pentru alimentarea mașinii de plantat cartofi (Lavric A., Burtea St., Bria N., Rev. Mecanizarea Agriculturii nr.2/1981)
132. Mașina de plantat cartofi 6SAD-75 (Moteanu FI, Bria N., Rev. Mecanizarea Agriculturii nr.3/1981)
133. Mașina pentru tăiat cartofi de sămânță (Bria N., Geambazu V., Cândea I., Lavric A., Rev. Mecanizarea Agriculturii nr.3/1981)
134. Mecanizarea lucrărilor de cuItivare a cartofului factor de intensivizare a producției (Rev. Mecanizarea Agriculturii nr.1/1982)
135. Influența calibrării cartofului asupra uniformității de distribuție a mașinilor de plantat (Rev. Mecanizarea Agriculturii nr.2/1982)
136. Mecanizarea lucrărilor de pregătire a terenului în vederea plantării cartofului (Rev. Mecanizarea Agriculturii nr.2/1982)
137. Organizarea lucrărilor de plantare a cartofului (Rev. Mecanizarea Agriculturii nr.3/ 1982)
138. Mașina de calibrat arpagic și bulbi de ceapă (Rev. Mecanizarea Agriculturii nr.3/1982)
139. Folosirea mașinii de tăiat cartofi (Rev. Horticultura nr.3/1982)
140. Adaptarea fertilizatorului pe mașina de plantat cartofi 6SAD-75 (Rev. Mecanizarea Agriculturii nr.2/1984)
141. Alegerea regimului optim de lucru la mașina de plantat cartofi (Rev. Mecanizarea Agriculturii nr.4/1983)
142. Transportorul TZK-30 (Rev. Mecanizarea Agriculturii nr.1/1983)
143. Perfecționarea regimului de lucru a mașinii de calibrat cartofi MCC-45(60) (Rev. Mecanizarea Agriculturii nr.3/1984)
144. Reglarea mașinilor pentru recoltat sfeclă de zahăr (Bria N. și Sârbu Gh., rev. Mecanizarea Agriculturii nr.5-6/1991)
145. Calculul necesarului de mașini pentru recoltarea cartofului pentru dotarea agriculturii în următorii 10-15 ani (Bria N., Boboșilă M., rev. Mecanizarea Agriculturii nr.6/1992)
146. Momente în dezvoltarea cercetării de mecanică agricolă în România (Toma D., Bria N., rev. Mecanizarea Agriculturii nr.7-8/1992)
147. Reglarea plugurilor condiție de bază pentru calitatea arăturii (rev . Mecanizarea Agriculturii nr.2/1995)
148. Indici calitativi de lucru ai plugurilor (rev. Mecanizarea Agriculturii nr.1/1995)
149. Tehnologia de mecanizarea lucrărilor de combatere a dăunătorilor și bolilor din cultura cartofului (rev. Mecanizarea Agriculturii nr.4-5/1995)
150. Tehnologia mecanizată a lucrărilor pentru combaterea buruienilor în cultura cartofului (rev. Mecanizarea Agriculturii nr.4-5/1995)
151. O nouă combină de recoltat cartofi (rev. Mecanizarea Agriculturii nr.6/1995)
152. Recoltarea cartofului folosind mașini de scos pe unul și două rânduri (rev. Mecanizarea Agriculturii nr.6/1995)
153. Instalația mobilă pentru sortarea și calibrarea cartofului (rev. Mecanizarea Agriculturii nr.6/1995)
154. Tehnologia de mecanizare a lucrărilor de irigare prin aspersiune la cultura cartofului (rev. Mecanizarea Agriculturii nr.7/1995)
155. Folosirea grapelor cu discuri pentru pregătirea patului germinativ (rev. Mecanizarea Agriculturii nr.7/1995)
156. Tehnologia plantării mecanizate a cartofului (rev. Mecanizarea Agriculturii nr.4/1997)
157. Caracterizarea unor mașini agricole fabricate in România in raport cu nivelul mondial (Gh.Curpene, Isabela Alexandru, N.Bria, rev. Mecanizarea Agriculturii nr.10-12, 1998)

### Publicații în străinătate
1. Metode și aparatură pentru determinarea energiei mecanice și calculul coeficientului de transformare a lucrărilor agricole în hantri (Moscova, 1960, în lucrarea "Metode, aparate și dispozitive pentru cercetarea și încercarea mașinilor folosite în agricultură")
2. Mecanizarea lucrărilor în cultura porumbului din România (1961, Revista internațională pentru agricultură, apărută în limbile rusă, română, polonă, ungară, cehoslovacă, iugoslavă)
3. Recenzii asupra publicațiilor românești privind mecanizarea agriculturii, apărute în anii 1960-1973 (Publicate în revista germană "Landwirschaft Zentralblat")
4. Sistemul internațional de mașini pentru cultura cartofului și sfeclei de zahăr (Berlin, 1969-1970)
5. Sistemul internațional de mașini pentru cultura inului și cânepei (Cehoslovacia, 1970)
6. Contribuții privind mecanizarea lucrărilor în producția de cartof (N. Bria, A. Popescu). Lucrări științifice jubiliare, 1998 (65 de ani ai Universității Agrare de Stat din Moldova-Chișinău)
7. Realizări și tendințe în mecanizarea lucrărilor din viticultură și pomicultură (Gh. Curpene, N. Bria). Lucrări științifice jubiliare, 1998 (65 de ani ai Universității Agrare de Stat din Moldova-Chișinău)
8. Echipament și metodă de stocare și prelucrare a datelor experimentale, folosite la încercarea mașinilor agricole (A. Șandru, V. Scripnic, N. Bria). Lucrări științifice jubiliare, 1998 (65 de ani ai Universității Agrare de Stat din Moldova-Chișinău)

### Altele
1. Semănatul în cuiburi așezate în pătrat a culturii porumbului (1954, diafilm)
2. Semănătoarea SS-64 și SKG-6 folosită la semănatul porumbului (1955, diafilm)
3. Mașini de semănat și plantat folosite în agricultură (1954, diafilm)
4. Reglarea mașinilor agricole, condiție principală a unor lucrări agricole de calitate (1962, film de lung metraj în colaborare cu ing. Dobrescu V.)
5. Tehnica nouă în agricultură (conferință ASIT 1962)
6. Mașina de recoltat cartofi B-649 (diapozitive, 1966)
7. Mașini moderne în cultura sfeclei de zahăr (diapozitive, 1968)
8. Lecții la televiziune privind mecanizarea lucrărilor în cultura cartofului, de zahăr și a inului (1973, 1974, 1975, 1975, 1977, 1978, 1979, 1980)
9. Conferințe (lecții, cursuri) anuale la casele agronomilor și centrul de perfecționare a mecanizatorilor București, 1972-1997
10. Standard de stat. Metodică de experimentare a mașinilor de recoltat sfeclă de zahăr (publicat în 1988)
11. Standard de stat. Metode de determinare a parametrilor constructivi ai mașinilor agricole (publicat în 1989)

## Simpozioane, congrese de specialitate
- Corpul Revizuitorilor Științifici, Agricultura Durabila - Agricultura Viitorului, Conferința Internațională, Universitatea din Craiova, Facultatea de Agricultură, Craiova, 22-23 noiembrie 2007